# Victorio Cieslinskas
Víctor „Victorio” Cieslinskas Zinevicaite (ur. 27 października 1922, zm. 19 czerwca 2007) – urugwajski koszykarz pochodzenia litewskiego, brązowy medalista letnich igrzyskach olimpijskich w Helsinkach.
Cieslinskas brał udział w dwóch olimpiadach - w 1948 i w 1952. Na igrzyskach w Londynie, zdobył 15 punktów; zanotował także 14 fauli. Na następnej olimpiadzie w Helsinkach zdobył brązowy medal. Na tej imprezie wystąpił w siedmiu meczach, zdobywając dwa punkty w decydującym meczu o trzecie miejsce. W całym turnieju faulował szesnastokrotnie.